# Finnischer Meister (Eishockey)
Die Finnische Meisterschaft im Eishockey wird seit 1928 ausgespielt. Bis zur Gründung der SM-liiga im Jahr 1975 geschah das in verschiedenen Wettbewerben, seitdem ist der Gewinner der höchsten Profiliga auch automatisch finnischer Landesmeister.

## Herren

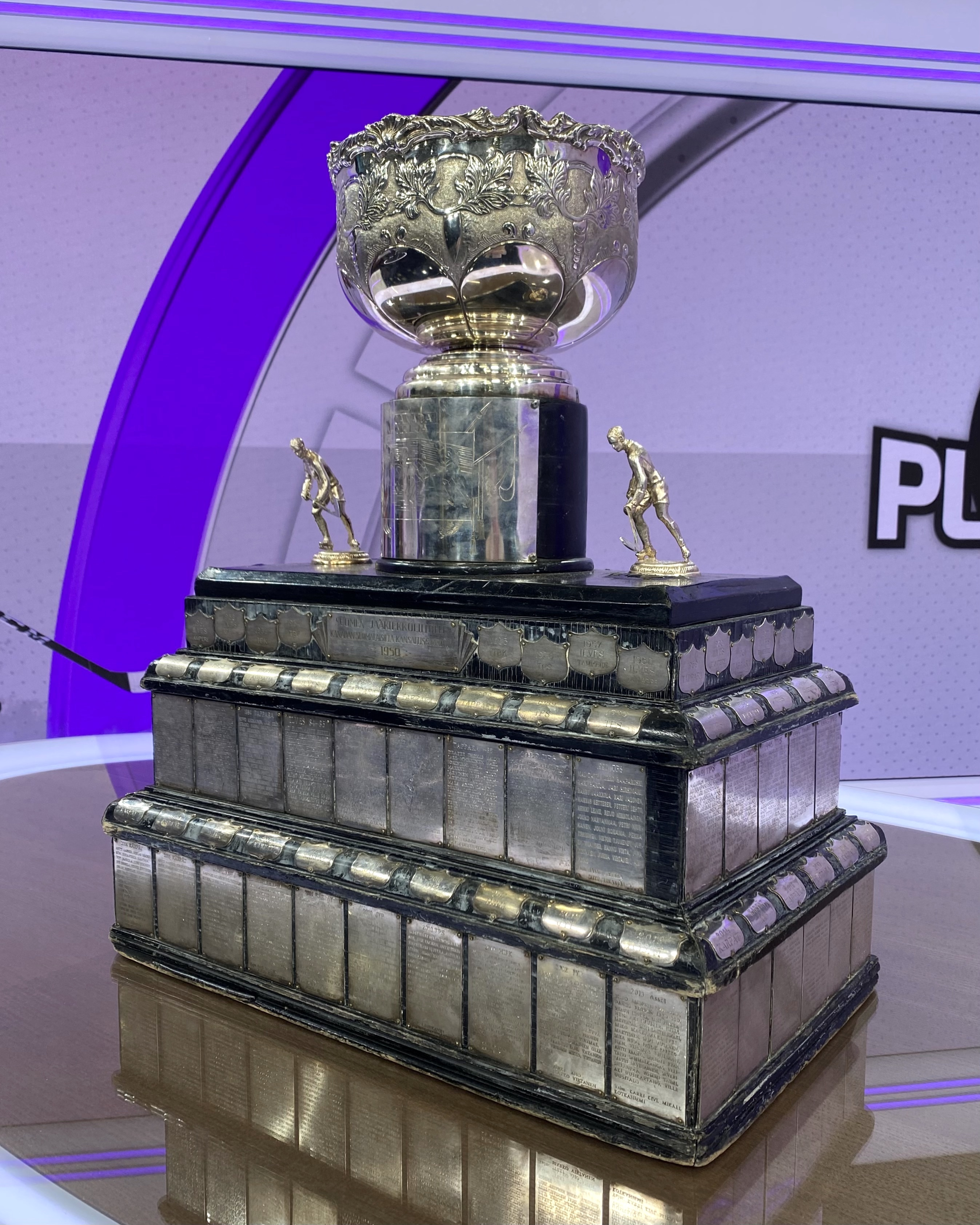
Die Kanada-malja, Meistertrophäe der SM-liiga

| Jahr | Meister             | Vizemeister         | 3. Platz            |
| ---- | ------------------- | ------------------- | ------------------- |
| 1928 | Viipurin Reipas     | KIF                 |                     |
| 1929 | HJK                 | HPS                 |                     |
| 1930 | keine Meisterschaft | keine Meisterschaft | keine Meisterschaft |
| 1931 | TaPa                | HJK                 |                     |
| 1932 | HJK                 | HPS                 |                     |
| 1933 | HSK                 | HJK                 |                     |
| 1934 | HSK                 | HPS                 | Ilves               |
| 1935 | HJK                 | Ilves               | HSK                 |
| 1936 | Ilves               | KIF                 | HJK                 |
| 1937 | Ilves               | KIF                 | HJK                 |
| 1938 | Ilves               | HJK                 | KIF                 |
| 1939 | KIF                 | HJK                 | Ilves               |
| 1940 | keine Meisterschaft | keine Meisterschaft | keine Meisterschaft |
| 1941 | KIF                 | HJK                 | Ilves               |
| 1942 | keine Meisterschaft | keine Meisterschaft | keine Meisterschaft |
| 1943 | KIF                 | TPS                 | Ilves               |
| 1944 | keine Meisterschaft | keine Meisterschaft | keine Meisterschaft |
| 1945 | Ilves               | Tarmo               | KIF                 |
| 1946 | Ilves               | Tarmo               | Tappara             |
| 1947 | Ilves               | Tarmo               | Tappara             |
| 1948 | Tarmo               | Ilves               | Tappara             |
| 1949 | Tarmo               | Ilves               | TuPK                |
| 1950 | Ilves               | Tarmo               | Tappara             |
| 1951 | Ilves               | Tarmo               | Tappara             |
| 1952 | Ilves               | HPK                 | Tarmo               |
| 1953 | Tappara             | Tarmo               | TPS                 |
| 1954 | Tappara             | K-Kissat            | HPK                 |
| 1955 | Tappara             | TPS                 | HIFK                |
| 1956 | TPS                 | Tarmo               | Tappara             |
| 1957 | Ilves               | TPS                 | Tappara             |
| 1958 | Ilves               | Tappara             | Tarmo               |
| 1959 | Tappara             | TK-V                | HIFK                |
| 1960 | Ilves               | Tappara             | TK-V                |
| 1961 | Tappara             | Lukko               | TK-V                |
| 1962 | Ilves               | TK-V                | Tappara             |
| 1963 | Lukko               | Tappara             | Ilves               |
| 1964 | Tappara             | TK-V                | Ilves               |
| 1965 | Karhut              | Ilves               | Lukko               |
| 1966 | Ilves               | Lukko               | Saipa               |
| 1967 | RU-38               | TPS                 | Ilves               |
| 1968 | Koo-Vee             | Ilves               | TuTo                |
| 1969 | HIFK                | Ilves               | Lukko               |
| 1970 | HIFK                | Ilves               | TuTo                |
| 1971 | Ässät               | Jokerit             | HIFK                |
| 1972 | Ilves               | HJK                 | HIFK                |
| 1973 | Jokerit             | HIFK                | Tappara             |
| 1974 | HIFK                | Tappara             | Ilves               |
| 1975 | Tappara             | HIFK                | Ilves               |

| Jahr | Gold                                              | Silber                                            | Bronze                                            | Reguläre Saison                                   |
| ---- | ------------------------------------------------- | ------------------------------------------------- | ------------------------------------------------- | ------------------------------------------------- |
| 1976 | TPS Turku                                         | Tappara Tampere                                   | Ässät Pori                                        | TPS                                               |
| 1977 | Tappara                                           | TPS                                               | Koo-Vee                                           | Tappara                                           |
| 1978 | Ässät                                             | Tappara                                           | TPS                                               | Tappara                                           |
| 1979 | Tappara                                           | Ässät                                             | TPS                                               | Ässät                                             |
| 1980 | HIFK                                              | Ässät                                             | Kärpät                                            | TPS                                               |
| 1981 | Kärpät                                            | Tappara                                           | TPS                                               | Tappara                                           |
| 1982 | Tappara                                           | TPS                                               | HIFK                                              | TPS                                               |
| 1983 | HIFK                                              | Jokerit                                           | Ilves                                             | Jokerit                                           |
| 1984 | Tappara                                           | Ässät                                             | Kärpät                                            | Tappara                                           |
| 1985 | Ilves                                             | TPS                                               | Kärpät                                            | TPS                                               |
| 1986 | Tappara                                           | HIFK                                              | Kärpät                                            | Tappara                                           |
| 1987 | Tappara                                           | Kärpät                                            | HIFK                                              | Kärpät                                            |
| 1988 | Tappara                                           | Lukko                                             | HIFK                                              | Ilves                                             |
| 1989 | TPS                                               | JyP HT                                            | Ilves                                             | TPS                                               |
| 1990 | TPS                                               | Ilves                                             | Tappara                                           | TPS                                               |
| 1991 | TPS                                               | KalPa                                             | HPK                                               | TPS                                               |
| 1992 | Jokerit                                           | JyP HT                                            | HIFK                                              | JyP HT                                            |
| 1993 | TPS                                               | HPK                                               | JyP HT                                            | TPS                                               |
| 1994 | Jokerit                                           | TPS                                               | Lukko                                             | TPS                                               |
| 1995 | TPS                                               | Jokerit                                           | Ässät                                             | Jokerit                                           |
| 1996 | Jokerit                                           | TPS                                               | Lukko                                             | Jokerit                                           |
| 1997 | Jokerit                                           | TPS                                               | HPK                                               | Jokerit                                           |
| 1998 | HIFK                                              | Ilves                                             | Jokerit                                           | TPS                                               |
| 1999 | TPS                                               | HIFK                                              | HPK                                               | TPS                                               |
| 2000 | TPS                                               | Jokerit                                           | HPK                                               | TPS                                               |
| 2001 | TPS                                               | Tappara                                           | Ilves                                             | Jokerit                                           |
| 2002 | Jokerit                                           | Tappara                                           | HPK                                               | Tappara                                           |
| 2003 | Tappara                                           | Kärpät                                            | HPK                                               | HPK                                               |
| 2004 | Kärpät                                            | TPS                                               | HIFK                                              | TPS                                               |
| 2005 | Kärpät                                            | Jokerit                                           | HPK                                               | Kärpät                                            |
| 2006 | HPK                                               | Ässät                                             | Kärpät                                            | Kärpät                                            |
| 2007 | Kärpät                                            | Jokerit                                           | HPK                                               | Kärpät                                            |
| 2008 | Kärpät                                            | Blues                                             | Tappara                                           | Kärpät                                            |
| 2009 | JYP Jyväskylä                                     | Kärpät                                            | KalPa                                             | JYP                                               |
| 2010 | TPS                                               | HPK                                               | JYP                                               | JYP                                               |
| 2011 | HIFK                                              | Blues                                             | Lukko                                             | JYP                                               |
| 2012 | JYP                                               | Pelicans                                          | Jokerit                                           | KalPa                                             |
| 2013 | Ässät                                             | Tappara                                           | JYP                                               | Jokerit                                           |
| 2014 | Kärpät                                            | Tappara                                           | Lukko                                             | Kärpät                                            |
| 2015 | Kärpät                                            | Tappara                                           | JYP                                               | Kärpät                                            |
| 2016 | Tappara                                           | HIFK                                              | Kärpät                                            | HIFK                                              |
| 2017 | Tappara                                           | KalPa                                             | JYP                                               | Tappara                                           |
| 2018 | Kärpät                                            | Tappara                                           | HIFK                                              | Kärpät                                            |
| 2019 | HPK                                               | Kärpät                                            | Tappara                                           | Kärpät                                            |
| 2020 | Saison aufgrund der Covid-19-Pandemie abgebrochen | Saison aufgrund der Covid-19-Pandemie abgebrochen | Saison aufgrund der Covid-19-Pandemie abgebrochen | Saison aufgrund der Covid-19-Pandemie abgebrochen |
| 2021 | Lukko                                             | TPS                                               | HIFK                                              | Lukko                                             |
| 2022 | Tappara                                           | TPS                                               | Ilves                                             | Tappara                                           |
| 2023 | Tappara                                           | Pelicans                                          | Ilves                                             | Tappara                                           |
| 2024 | Tappara                                           | Pelicans                                          | Kärpät                                            | Tappara                                           |
| 2025 | KalPa                                             | SaiPa                                             | Ilves                                             | Lukko                                             |

### Meisterschaften nach Mannschaften
- 20 Meisterschaften: Tappara/TBK
- 16 Meisterschaften: Ilves
- 11 Meisterschaften: TPS
- 8 Meisterschaften: Kärpät
- 7 Meisterschaften: HIFK
- 6 Meisterschaften: Jokerit
- 3 Meisterschaften: HJK, KIF
- 2 Meisterschaften: HSK, Tarmo, Ässät, JYP, HPK, Lukko
- 1 Meisterschaft: Viipurin Reipas, TaPa, Porin Karhut, RU-38, KooVee

## Frauen
Der finnische Frauen-Eishockeymeister wird seit 1982 ausgespielt, zunächst im Rahmen der Naisten SM-sarja, zwischen 2017 und 2024 als Naisten Liiga und seit 2024 als Auroraliiga.
| Jahr | Meister                                           | Vizemeister                                       | Drittplatzierter                                  |
| ---- | ------------------------------------------------- | ------------------------------------------------- | ------------------------------------------------- |
| 1983 | HJK Helsinki                                      | Ilves Tampere                                     | EVU                                               |
| 1984 | HJK                                               | EVU                                               | Ilves                                             |
| 1985 | Ilves                                             | EVU                                               | HJK                                               |
| 1986 | Ilves                                             | HJK                                               | Sport Vaasa                                       |
| 1987 | Ilves                                             | EVU                                               | Shakers                                           |
| 1988 | Ilves                                             | EVU                                               | HIFK                                              |
| 1989 | EVU                                               | Ilves                                             | HIFK                                              |
| 1990 | Ilves                                             | EVU                                               | SaiPa                                             |
| 1991 | Ilves                                             | Shakers                                           | EKS                                               |
| 1992 | Ilves                                             | Shakers                                           | EKS                                               |
| 1993 | Ilves                                             | Shakers                                           | Kiekko-Espoo                                      |
| 1994 | Shakers                                           | Ilves                                             | Kiekko-Espoo                                      |
| 1995 | Shakers                                           | Ilves                                             | KalPa                                             |
| 1996 | Shakers                                           | Kärpät                                            | KalPa                                             |
| 1997 | JYP Jyväskylä                                     | Shakers                                           | Kiekko-Espoo                                      |
| 1998 | JYP                                               | Kärpät                                            | Kiekko-Espoo                                      |
| 1999 | Blues                                             | JYP                                               | Ilves                                             |
| 2000 | Blues                                             | Kärpät                                            | Ilves                                             |
| 2001 | Blues                                             | Kärpät                                            | Ilves                                             |
| 2002 | Blues                                             | IHK                                               | Kärpät                                            |
| 2003 | Blues                                             | Kärpät                                            | Ilves                                             |
| 2004 | Blues                                             | Ilves                                             | Kärpät                                            |
| 2005 | Blues                                             | Ilves                                             | Kärpät                                            |
| 2006 | Ilves                                             | Kärpät                                            | Blues                                             |
| 2007 | Blues                                             | Kärpät                                            | IHK                                               |
| 2008 | Blues                                             | Ilves                                             | Kärpät                                            |
| 2009 | Blues                                             | Ilves                                             | HPK                                               |
| 2010 | Ilves                                             | Blues                                             | HPK                                               |
| 2011 | HPK                                               | Ilves                                             | Kärpät                                            |
| 2012 | Kärpät                                            | Ilves                                             | HPK                                               |
| 2013 | Blues                                             | JYP                                               | Kärpät                                            |
| 2014 | Blues                                             | JYP                                               | HPK                                               |
| 2015 | Blues                                             | JYP                                               | Ilves                                             |
| 2016 | JYP                                               | HPK                                               | Blues                                             |
| 2017 | Kärpät                                            | Espoo United                                      | KalPa                                             |
| 2018 | Kärpät                                            | Ilves                                             | Team Kuortane                                     |
| 2019 | Blues                                             | Ilves                                             | Kärpät                                            |
| 2020 | Saison aufgrund der Covid-19-Pandemie abgebrochen | Saison aufgrund der Covid-19-Pandemie abgebrochen | Saison aufgrund der Covid-19-Pandemie abgebrochen |
| 2021 | Kiekko-Espoo                                      | KalPa                                             | HIFK                                              |